# Валдек-Русо (броненосен крайцер, 1908)
Валдек-Русо (на френски: Waldeck-Rousseau) е броненосен крайцер, един от двата крайцера тип „Едгар Кюне“, построени за ВМС на Франция от времето на Първата и Втората световна война.

## Строителство
Построен в Лориан през периода 1905 – 1908 г., кръстен е в чест на френския политик Пиер Мари Валдек-Русо, починал през 1904 година.

## Служба
По време на Първата световна война участва в операциите на френския флот. На 18 октомври 1914 г. участва в боя с австрийската субмарина U-4 и аероплани при Котор. През август 1916 г. отново влиза в бой с подводница.
По време на Гражданската война в Русия е флагман на френската лека ескадра в Черно море. На борда му се намира командира на съединението контраадмирал Дюменил. Крайцерът се използва за поддръжка на руските бели войски и флот. На 26 април 1919 г., по време на престоя му в Севастопол, на борда му избухва въстание, потушено на 28 април, след два дни. Червеното знаме, флаг на крайцера, е издигнато от матрос, роден във Виетнам – Тон Дик Тханг, който става впоследствие приемник на Хо Ши Мин на поста президент. По време на Великата руска евакуация от Крим, през ноември 1920 година, крайцерът прикрива евакуацията и отплава последен с генерал Врангел на борда.
От 1924 г. кораба престоява в Тулон, в през април 1929 г. се връща в състава на ВМС. През 1931 г. отново влиза в резерва и през 1932 г. е изваден от списъците на флота. В периода 1932 – 36 г. кораба се намира в Брест. От 16 юни 1936 г. се използва като кораб на бреговата отбрана, базиран в Ландевенек, Бретан.
По време на Втората световна война е предаден за скрап.